# Crisia holdsworthii
Crisia holdsworthii är en mossdjursart som beskrevs av Busk 1875. Crisia holdsworthii ingår i släktet Crisia och familjen Crisiidae. Inga underarter finns listade i Catalogue of Life.